# Археологія Росії

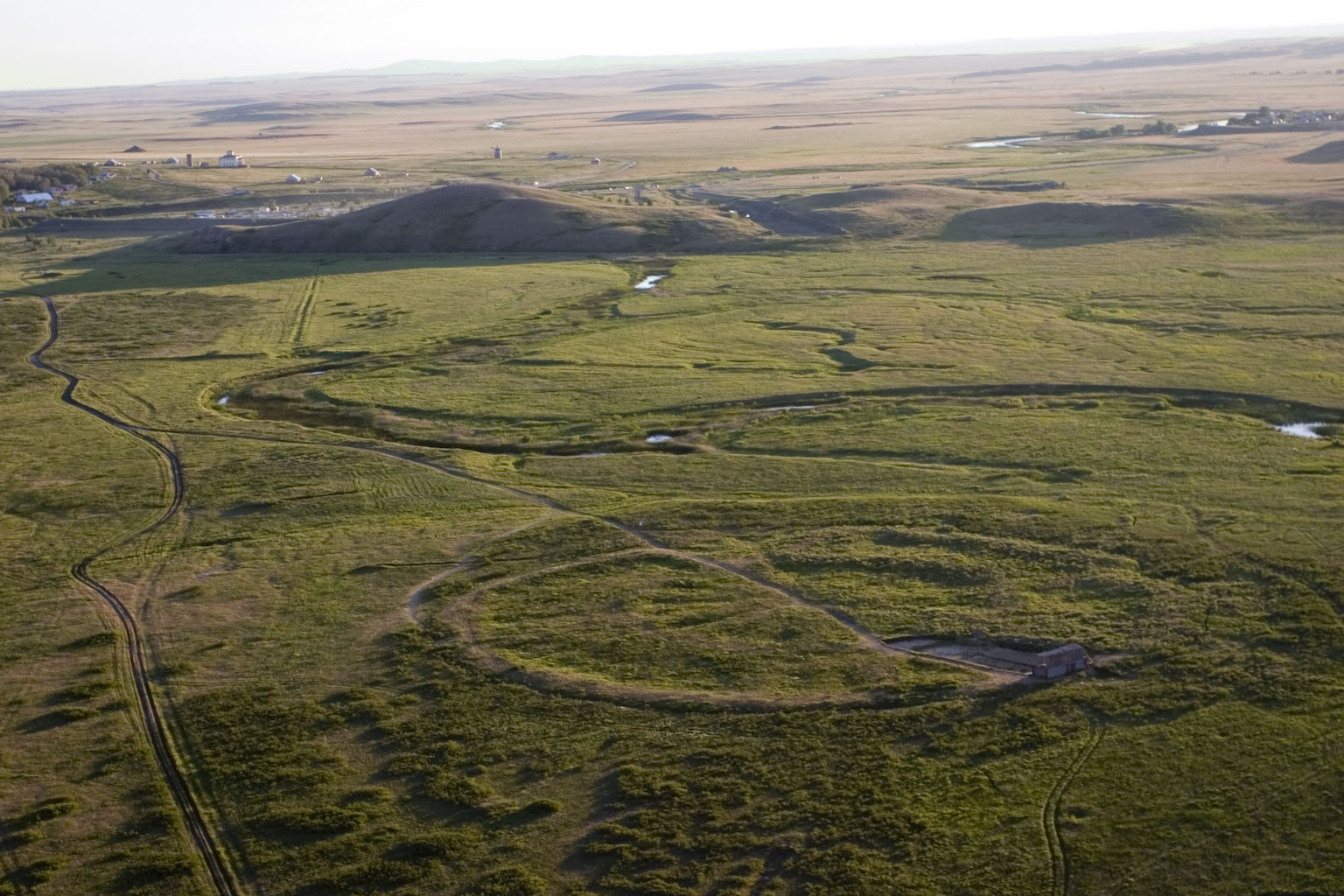
Аркаїм — городище бронзової доби на Південному Уралі. Знимок 2013 року

Археологія Росії — історія матеріальної культури на території Росії з найдавніших часів до кінця Середньовіччя.
Первісне заселення території Росії відноситься до олдувайської доби (початок раннього палеоліту): близько 2 млн років тому архантропи (представники виду Homo erectus) мігрували з Передньої Азії на Північний Кавказ, звідки поширилися в суміжні райони; близько 800 тис. років тому інша гілка міграції через Центральну Азію досягла Алтаю.
За наступної ашельської доби кількість стоянок древніх людей збільшилася, матеріальна культура ускладнювалася, однак заселеними залишалися лише південні райони країни.
За мустьєрської доби (кінець ранньої або середної давньокам'яної доби) відбувався подальший прогрес у виготовленні кам'яних знарядь; цей час переважання палеоантропів — неандертальців, з якими в Російській Азії співіснувала так звана Денисівська людина; обидві раси могли схрещуватися з найдавнішими розумними людьми, відомі залишки палеоантропів з гомосапіентовими рисами. Близько 40 тисяч років тому мегавиверження Флегрейських полів, а також супервулканів Казбек і Чуметул-Маре (Свята Ганна) викликали ефект вулканічної зими, в умовах якої, ймовірно, трапилося масове вимирання палеоантропів.
За пізньої давньокам'яної доби територія Росії широко освоюється ранніми представниками розумних людей (Homo sapiens sapiens) — кроманьйонцями.
Значна площа країни і особливості її природно-кліматичних умов обумовлюють нерівномірність розвитку окремих частин. Багатющу історію первісних груп і культур, що населяли сучасну територію Росії, відображають різноманітні археологічні культури.

## Кам'яна доба

### Давньокам'яна доба

#### Рання (нижня) давньокам'яна доба
Рання давньокам'яна доба — найраніший етап людської історії. Згідно використаної в цій статті двочленної періодизації давньокам'яної доби, вона включає три епохи: олдувайську, ашельську й мустьєрську. Абсолютне датування цих періодів нез'ясоване, але в цілому найдавніші сліди присутності людини на території Росії датуються часом близько 2 мільйонів років тому, і закінчення епохи мустьє пов'язують з умовною датою близько 35 тисяч років тому.

##### Олдувайська доба

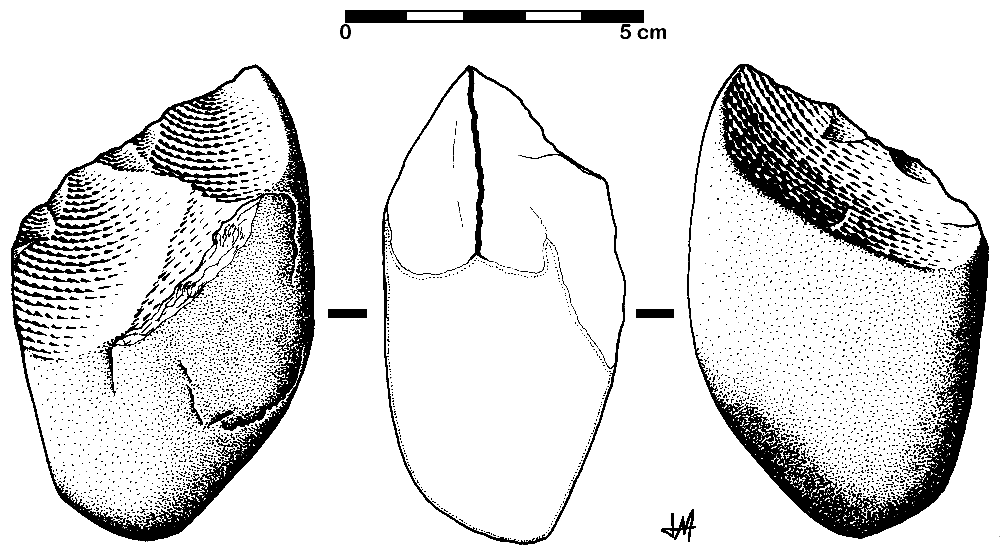
Чоппер — типове знаряддя олдувайської доби

Територія Росії не входила в зону формування людини, проте початкове її заселення почалося вже за найдавнішої з виділених діб — олдувайської (олдувейська, олдованська, застар. — дошелльська): близько 2 млн років тому прямоходячі люди (Homo erectus) мігрували з Передньої Азії на Північний Кавказ, звідки поширилися в суміжні райони; близько 800 тис. років тому інша гілка міграції через Середню Азію досягла Алтаю. Олдувайські пам'ятки виявлені лише на півдні Росії — перш за все в Передкавказзі та в Криму, в меншій мірі — в Південному Сибіру (на Алтаї), гіпотетично — на півдні Східньоєвропейської рівнини. Їх творцями були прямоходячі люди (Homo erectus), предки розумних людей; з антропологічними останками зазначеного часу виявлені за межами Росії, з найближчими — в Грузії (грузинська людина). Люди того часу жили в умовах відносно теплого клімату серед лісних саван. Житлами служили стоянки, матеріальну культуру яких становила примітивна галькова індустрія (чоппери, скребла, скребки та інше) і кісткові останки (в тому числі представників плейстоценової мегафауни). Зафіксовані свідчення освоєння вогню. Для такої ранньої доби не прийнято виділяти археологічні культури.
Найранні сліди людини в Росії виявлені на Передкавказзі, початкове заселення якого прямоходячими людьми датується близько 2,3-2,1 млн років тому. Заселення здійснювалося з Передньої Азії за двома напрямками: через узбережжя Каспійського і Чорного морів; відповідно виділяється дві основні групи стоянок — Надкаспійська група (Дагестан, Ставропольська височина) й Таманська група. Визначною пам'яткою Кавказу є Синя Балка — відкрита стоянка Таманської групи на скелястому мисі Богатир на Озівському морі; знахідки кісток свідчать про полювання місцевих жителів на великих копалин ссавців — південних мамонтів/слонів (Elephas meridionalis), кавказьких носорогов — еласмотеріїв (Elasmotherium caucasicum Boris.), в меншій мірі — коней Стенона. На стоянці Богатирі/Синя балка в черепі кавказького еласмотерія, що жив 1,5-1,2 млн років тому, знайшли застрягле списоподібне знаряддя з окварцованного доломіту.
До фіналу середнього віллафранкського ярусу (2,1-1,97 млн років тому) відноситься фрагмент плеснової кістки верблюда виду Paracamelus alutensis (№ 35676 в колекції ЗІН РАН) зі слідами рубки і пиляння-різання кам'яним знаряддям. Кістка була знайдена палеонтологом Миколою Верещагіним у 1954 році в Ливенцівському кар'єрі (місцевість Ливенцівка) на західній околиці Ростова-на-Дону разом з іншими фауністичними залишками в хапровській аллювіальній товщі, що відноситься до руслової фації палео-Дону.
Розселення прямоходячих людей з Передкавказзя могло здійснюватися в західному напрямку — до українського Криму та, ймовірно, далі в Європу (через північно-західний шельф Чорного моря, Наддністрянщину й Наддунав'я). Знаряддям з еоплейстоценових стоянок Тамані й Дагестану близькі до відкритих у 2014 році були відкритих кримських олдованських стоянок в Україні: стратифікованій стоянці Коз і багатошаровій стоянці Ечкі-1 (близько 1 млн років тому), до яких могли належати інші пам'ятки Південного узбережжя Криму в районі Ялти з архаїчною галькової індустрією — Ечкі-Даг, Гаспра, Артек та іншими; та артефактам молдавської стоянки Байраки на Дністрі.
Свідоцтва Олдоваю на Східноєвропейській рівнині ненадійні.
На території Південного Сибіру (Алтаю) була відкрита стоянка Карама, що датується близько 600—800 тис. роками тому. Галькові знаряддя з її 12 шару схожі з олдувайськими знахідками. За межами алтайського регіону в Сибіру на олдувайське датування претендує стоянка Диринг-Юрях у Якутії, проте такий її ранній вік заперечується більшістю дослідників.

Плейстоценова фауна з олдувайських стоянок на території сучасної Росії
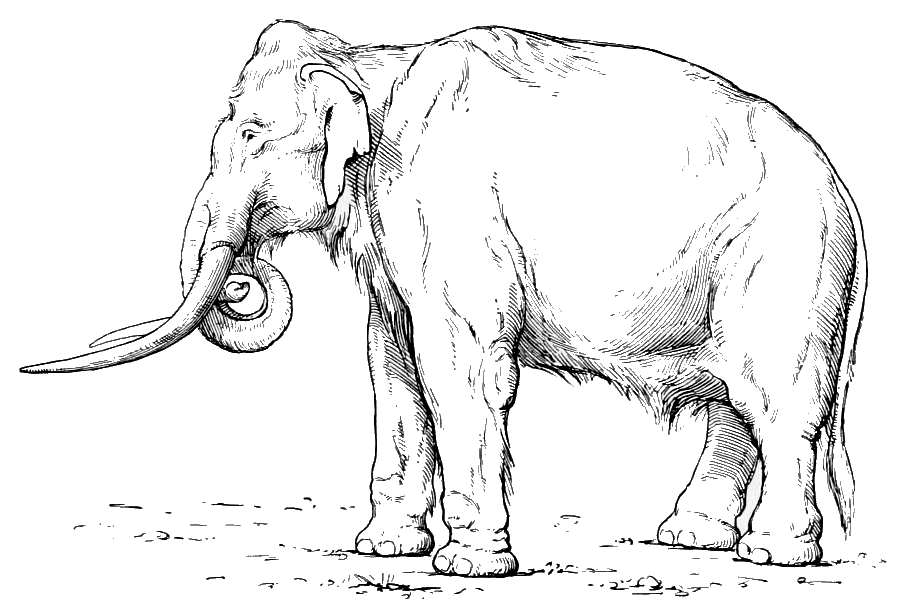
Південний мамут
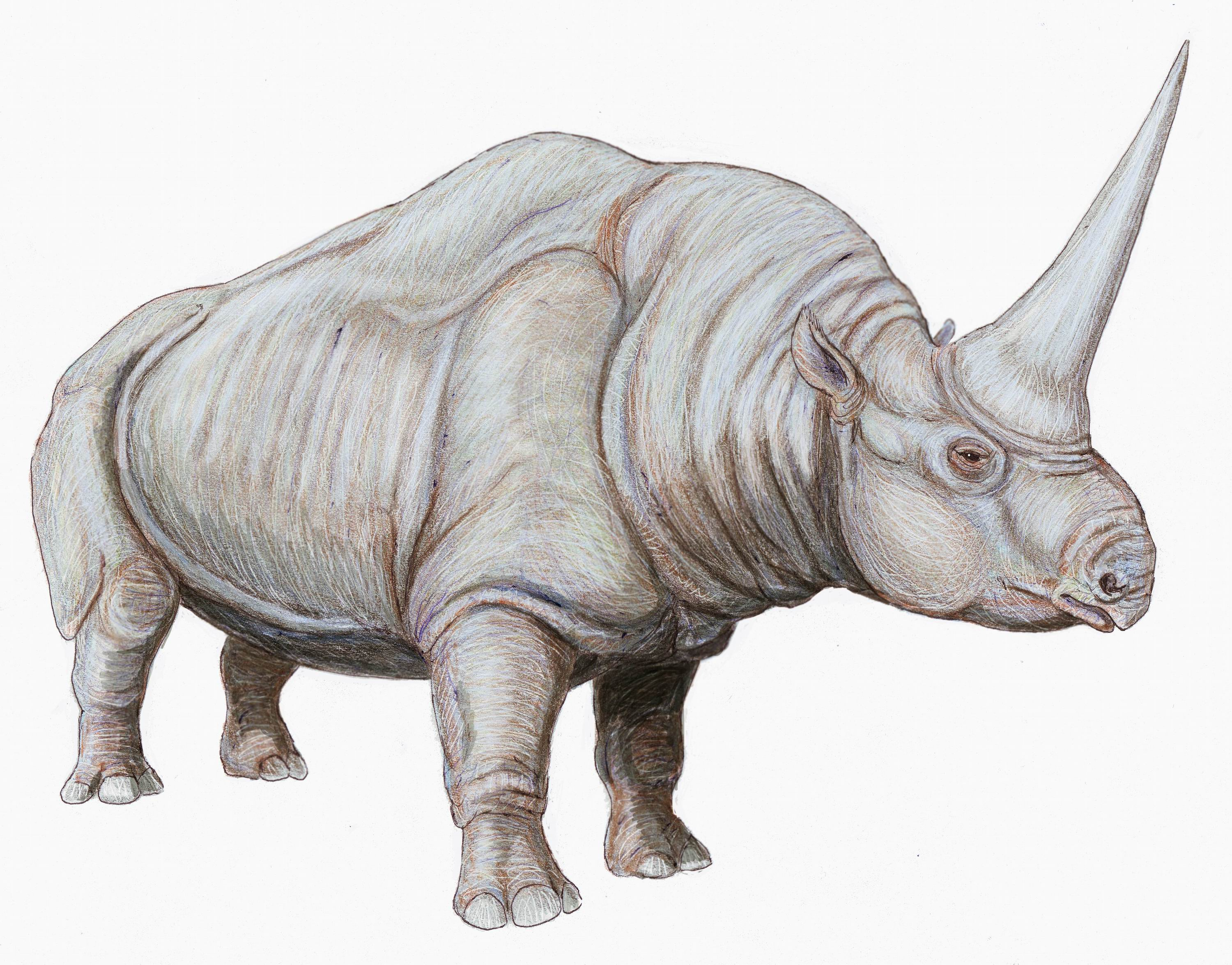
Кавказький еласмотер
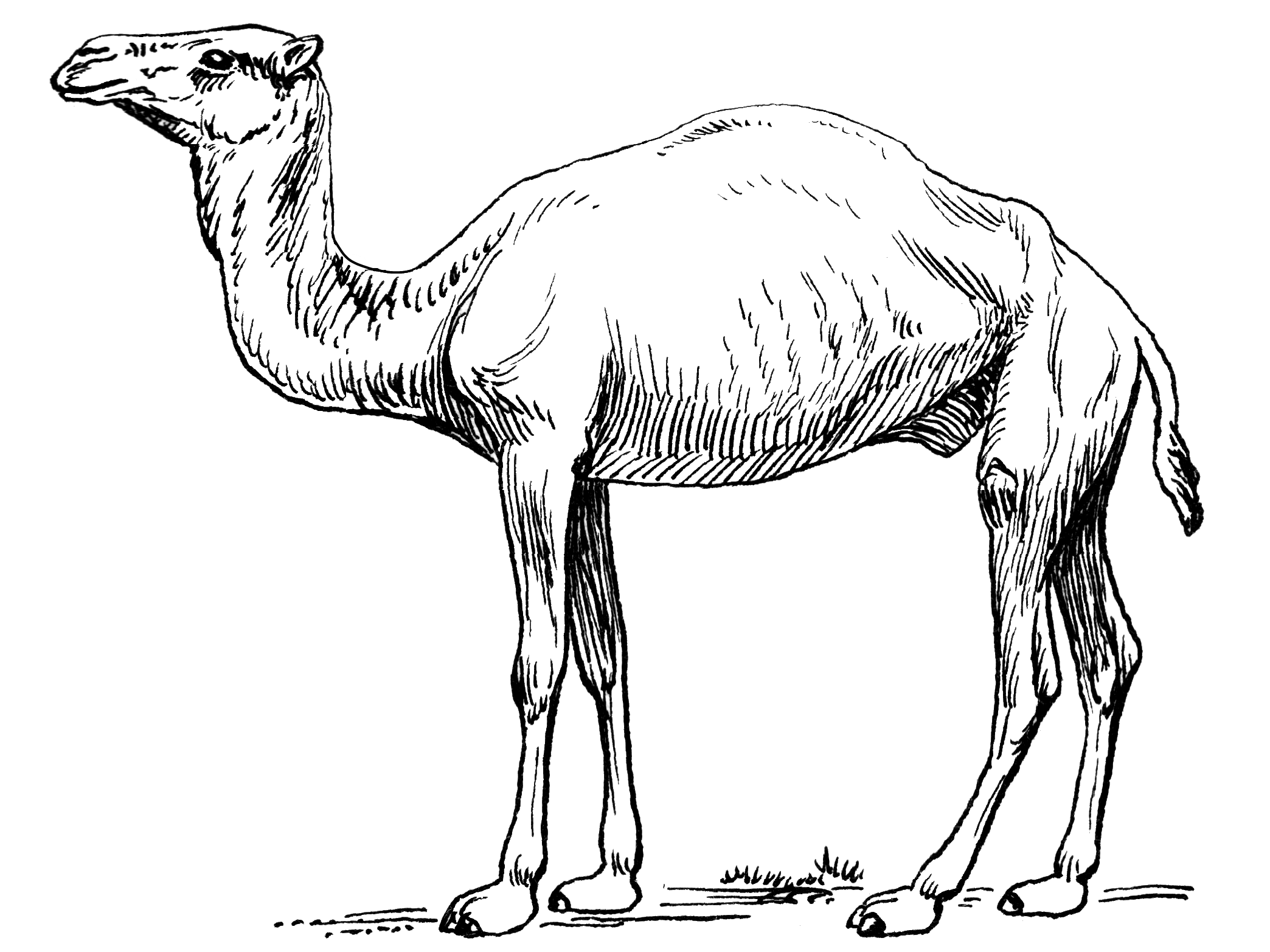
Паракамел

##### Ашельська доба

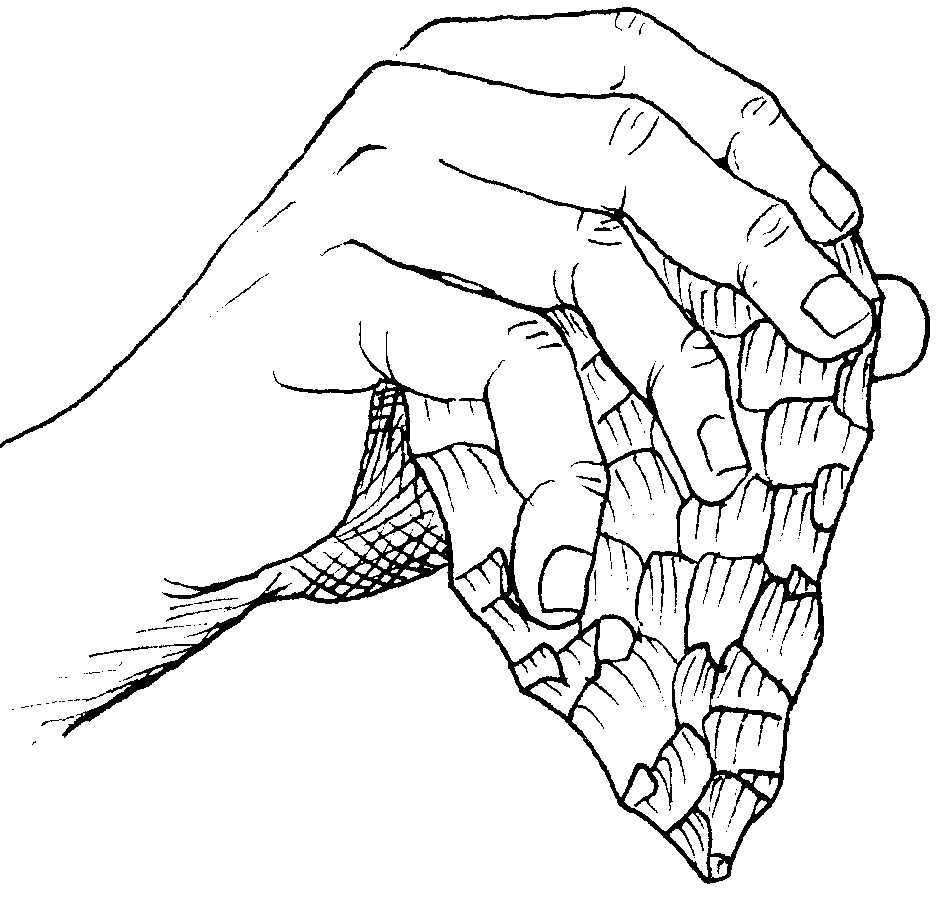
Рубило (біфасов) — типове знаряддя ашельської доби

Перехід від Олдоваю до наступної — ашельської (ашьольської) доби- був невиразний і деякі комплекси розвиненого Олдоваю іноді класифікують як ранньоашельські. Як і олдовай, так і ашель не мають чіткого абсолютного датування. В геологічному відношенні, на території колишнього СРСР ашельська доба умовно співвідноситься з часом від міндельського зледеніння до інтервалу рісс — вюрм, включаючи, таким чином, частину раннього, середнього і першу половину пізнього плейстоцену. Виділяється 3 основних етапи в еволюції матеріальної культури: ранній ашель (також шелль, аббевіль; орієнтовно співвідноситься з міндельським зледенінням, тобто становить частину раннього плейстоцену); середній ашель (орієнтовно співвідноситься з міндель-ріссом та власне ріссом, тобто охоплює середній плейстоцен); пізній ашель (орієнтовно співвідноситься в рісс-вюрмом, тобто становить першу половину пізнього плейстоцену). В цілому, матеріальна культура ашеля представлена грубими знаряддями, важливу роль серед яких грали біфаси — ручні рубила; такі вироби використовувалися для виготовлення мисливських знарядь з дерева, оброблення туш і обробки шкір убитих тварин. Передбачається, що за ашельського часу з'явилися зачатки археологічних культур, а для пізніх етапів виділяється два основних відгалуження в еволюції кам'яної індустрії — власне ашель і клектон (пізніше розвинувся в тейяк). Кісткові останки гомінідів виявлені за межами території сучасної Росії, зокрема — у Закавказзі (Азиська печера в Азербайджані, Кударо I у Південній Осетії); антропологічним типом згаданих знахідок притаманні риси як прямоходячої людини (пітекантроп, синантроп), так і ранніх неандертальців. Холодний клімат обмежував ареал заселення стародавніх людей півднем сучасної Росії; в європейській частині країни ашельські пам'ятники зазвичай не піднімаються вище 50 паралелі північної широти.
Ашель на Передкавказзі. На Кубані та в Адигеї ранньоашельською (шелльською) добою може бути датовано матеріал з родовища Ігнатенків Куток (біля станиці Саратовської), а також знахідки з Трикутної печери. Характерні піздньоашельські вироби — мигдалеподібні і списоподібні біфаси — зафіксовані в матеріалах палеолітичної майстерні над адигейською річкою Середній Хаджох і стоянок: Абадзехська, Хаджох, Шаханська. Перехідний від ашеля до мустьє матеріал виявлено на місцевостях: Семияблунівське, Лучковське, Фарсське, Псефірське.
У Дагестані комплекси з класичними ашельськими рубилами зафіксовані на пам'ятках: Дюбекчай, Чумус-Ініц, Дарвагчай-затока-4, Дарвагчай-кар'єр; при цьому ряд виробів з пам'ятників на річці Дарвагчай (таких як Чумус-Ініц й Усіша) мають також піздньоашельський вигляд, і шлях їх виготовлення близький клектонському. На Ставропіллі на горах Кинджал, Бик і Верблюд виявлено ашельські знаряддя, виготовлені з роговика.
Ашель у Подонні й Подніпров'ї. Найдавніший етап еволюції ашельської індустрії на території Східноєвропейської рівнини представлений знахідками біля села Герасимівка, на березі Міуського лиману (Надозів'я, недалеко від Таганрога); археології датують їх раннім або початком середнього плейстоцену. Близько десятка кам'яних знарядь (нуклеус, скребла, відщепи) виявлено разом з останками стародавнього слона (Archidiscodon wüsti Pavl.) й гризунів тираспольського фауністичного комплексу. Наступний етап ашельської доби представлений матеріалом родовища біля хутора Хрящі в гирлі Сіверського Дінця. Існування цієї пам'ятки частково збігалося з періодом максимального зледеніння, на що вказують залишки холодолюбивих рослин — карликової берези (Betula nana) і сибірського плаунка (Selaginella sibirica); знахідки представлені набором з близько 80 предметів з двох комплексів — раннього і пізнього; ранній комплекс представлений архаїчними виробами, близькими до вигляду клектонських знарядь Англії; пізній — нечисленними знаряддями неясного культурного вигляду, імовірно — близького знахідкам з сусіднього родовища біля хутора Михайлівське.
Питання про просування давніх людей в північніші області Східноєвропейської рівнини залишається дискусійним; поява ашельських стоянок в таких районах могло відбуватися лише в періоди міжзледеніння. Ненадійні сліди ашелю представлені знахідками оббитих кварцитів разом з інтергляціальною фауною біля села Шубне Воронізької області, слідами вогнищ у села Зорине Курської області, заготівлею ашельського списоподібного рубила у села Погребки Курської області, домустьєрськими стоянками в Неготино й Хотильове 1 у Брянській області.
Ашель у Московії. Ненадійні сліди ашелю на Середньоросійській височині представлені знахідками грубих виробів у річкового вокзалу міста Калуги і села Красностанське (під Можайськом), заготівлею ашельского рубила з села Соломасове у верхньому Пооччі в Тульській області.
Ашель на Уралі. Найдавніша (олдованська) хвиля міграцій, ймовірно, не торкнулася Урал: найраніші сліди присутності людини там датуються ашельським часом. На Південному Уралі ашельські пам'ятники групуються в районах виходу яшми, де облаштовувалися розсіяні майстерні і стоянки-майстерні. Найдавніший, ранньоашельський тип місцевої індустрії представлений пам'ятками Кизил-Яровського типу на території Башкортостану (Кизил-Яр 2, Улек-Хази 6, Утюльган 7, Кизил-Яр 4); ймовірно, їх творцями були вихідці з Кавказу, про що свідчать відповідні техніко-типологічні паралелі в матеріальній культурі. Наступний етап розвитку місцевої ашельської індустрії представлений пам'ятками каришкінського типу (Каришкіно-11, Мисова, Утюльган-8, Долина-1, Долина-11, Сібай-5б та інші), прямим культурним аналогом для якого є пам'ятки тейяцької індустрії Франції. Про освоєння давніми людьми Середнього Уралу свідчать, зокрема, пам'ятки Пермського краю (стоянка Єльники II, 6-й шар гроту Великий Глухий та інші); їх датування точно не встановлено, але передбачається зв'язок з пізньоашельським часом.
Ашель у Сибіру (Алтай і Надбайкалля). Ашельський матеріал виявлений в південній частині Сибіру (Алтай), у місцевості Улалінка (район Горно-Алтайська). Пам'ятку відкрито при оголенні берега однойменної річки; ашельському часу там, імовірно, відповідає розсип гальок і аморфних площин в нижньому культурному шарі. Домустьєрським (ашельським) часом може бути також датована частина знахідок з місцевостей Надбайкалля (район гирла річки Білої, низин Іди та Оси, можливо — області Середньої Ангари).
Ашель на Зеленому Клині (Надамур'я). Час і шляхи первісного заселення Зеленого Клину недостатньо вивчено. Домустьєрські галькові знаряддя, наче були виявлені в Приамур'ї — на стоянках Філімошкі та Усть-Туу (обидві над річкою Зея) і на пам'ятці Кумар (над Амуром), проте вони мають спірне датування. Знахідки маловиразним, найбільш репрезентативний — Кумарський матеріал — представлений чоперами, аморфними нуклеусами та іншими грубими виробами. Особливий інтерес представляє знахідка ручного рубила біля села Богородське Амурської області: знаряддя має унікальний для цього краю «класичний» аббевільський вигляд.

##### Середня давньокам'яна доба (мустьє й мікок)
Згідно тричленної періодизації давньокам'яної доби, мустьєрський час відповідає її середній фазі (середній давньокам'яній добі), і згідно двучленної періодизації — є заключним етапом ранньої давньокам'яної доби. В геологічному відношенні час мустьє збігається з частиною верхнього плейстоцену; на території сучасної Росії їй орієнтовно відповідає інтервал рісс-вюрм (микулинське межзледеніння Східної Європи) і перша половина вюрма (Валдайське заледеніння). Питання про абсолютні дати початку епохи залишається невирішеним; в той час як урано- іонієве датування карангатської (рісс-вюрмської) причорноморської тераси коливається в межах 91-71 тисяч років тому, активне заселення середньо-давньокам'яною людиною Алтаю співвідноситься з часом 120-50 тисяч років тому. Закінчення мустьєрського вюрма може бути пов'язане з орієнтовною датою 35 тисяч років тому і могло бути зумовлено наслідками масштабного надвиверження, що сталося близько 40 тисяч років тому. Творцями середньо-давньокам'яної матеріальної культури мустьє вважаються неандертальці (Homo neanderthalensis); крім цього, аналіз генетичного матеріалу з Денисової печери (на Алтаї) дозволив виділити особливий різновид гомінідів — денисівців, які перебували в сестринській спорідненості з неандертальцями. Нарешті, на надозівській стоянці Рожок I виявлені кісткові останки, в морфології яких поєднуються архаїчні й розумнолюдські риси, а загальні генетичні дослідження встановили факт схрещування найдавніших Homo sapiens з неандертальцями і денісівцями. Природні умови епохи змінювалися: якщо ранньомустьєрські пам'ятки Європейської Росії співвідносяться з теплим Микулинським (мгінським) межзледенінням, то піздньомустьєрські пам'ятки приурочені до суворого клімату початку валдайського заледеніння, коли в ряді районів умови проживання наблизилися до екстремальних. Незважаючи на погіршення природних умов, людина змогла адаптуватися до них і в порівнянні з попереднім періодом населена зона розширилася. Проте в кінці епохи потужне надвиверження Флегрейських полів (на Апеннінах), Казбека (на Кавказі) і Святої Анни (в Карпатах) викликали ефект вулканічної зими, в умови якої, мабуть, сталося масове вимирання неандертальців: надійні свідчення спадкоємності між відповідними пам'ятками мустьє і наступної пізньо-давньокам'яної доби в Європі відсутні. Мустьєрські люди селилися в печерах і на берегах річок; матеріальна культура демонструє подальший прогрес прийомів обробки каменю: найважливішим досягненням стала леваллуазька техніка, завдяки якій були вдосконалені основні типи знарядь — гостроконечники і скребла. Для мустьєрської епохи виділяється два рівні подібності матеріальної культури (археологічні культури) — нижчий і вищий; нижчий тип («лінії розвитку») об'єднує територіально роз'єднані, але близькі за техніко-типологічного відношення індустрії (типово-мустьєрська, зубчато-мустьєрська та інші); вищий тип об'єднує територіально зв'язані угруповання одночасних пам'яток.

Леваллуазька техніка: сколювання відщепа

Мустье Передкавказзя. На Північному Кавказі відкриті як розрізнені пам'ятки, так і два скупчення — в Надкубанні та в районі Сочі (частина колхидського скупчення). Найбільший інтерес представляють пам'ятки типово мустьєрської губської культури на півдні Кубані (печери: Мезмайська, Баракаївська і Монашеська, Ільська стоянка), де виявлені залишки неандертальців, генетично близькі центральноєвропейському населенню. Деякі з цих останків відрізняються гарним збереженням, а матеріали з Мезмайської печери (датовані 60-70 і 40 тисячами років тому) використовувалися в проекті розшифровки генома неандертальця. Для губської культури характерні поєднання дисковидно-радіальної, леваллуазької і призматичної технік розщеплення каменю, малі розміри виробів, численність скребел та інше. При цьому в індустрії Ільської стоянки присутні змішані риси; дослідники також зазначають близькість культури зазначених пам'яток східноєвропейському мікоку. Зубчасто-мустьєрська лінія розвитку (на леваллуазькій технічній основі) представлена матеріалом Лисогірського місцезнаходження (Північна Осетія), де типологія знарядь багато в чому обумовлювалася характером використовуваної сировини. Індустрію цього пам'ятника становили: зубчасто-виїмчасті знаряддя, скребла і поодинокі гостроконечники; частина знарядь виготовлена на фрагментах штучно розчленованих відколів.
Мустьє Східноєвропейської рівнини. Мустьєрські стоянки Східноєвропейської рівнини розкидані на значній відстані один від одного, що ускладнює їх вивчення; серед найважливіших пам'яток: Суха Мечотка і Шлях (у Волгоградській області), Рожок I -II (недалеко від Таганрога) і Хотильове (околиці Брянська).
Суха Мечотка — стоянка на березі однойменної балки в долині Волги; місцева матеріальна культура має як подібності з пам'ятками Криму і Сіверськодонеччини України, так і певну своєрідність. Для виготовлення знарядь праці використовувалися місцевий кремінь і кварцит; основними об'єктами полювання були первісний зубр, дикий кінь, сайгак і мамут; виявлені також сліди вогнищ й ознаки різного використання окремих територій поселення.
Стоянка Рожок I розташована на березі Озівського моря, недалеко від Таганрога; її матеріальна культура відрізняється ще більшою своєрідністю, хоча і не протиставляється Сухій Мечотці, пам'яткам Криму і Сіверськодонеччини; головна особливість — знахідки кінцевих скребків і проколок з оформленим жальцем (більш досконалі знаряддя, більше характерні для наступних часів); трасологічний аналіз показав, що частина знарядь використовувалася для обробки шкір, а проколи — для шиття одягу. Серед знахідок з Рожка I переважають кісткові останки (довгорогий бізон, дикі коні і осли, гігантський олень та інші); зольні п'ята вказують на місця вогнищ; особливий інтерес представляє знахідка другого корінного зуба палеоантропа, в морфології якого присутні як архаїчні, так і сапієнтні риси.
Стоянка Хотильове розташована на високій терасі річки Десни і представляє залишки майстерні; більшість об'єктів — кам'яні вироби, знахідки кісток поодинокі. Матеріальна культура Хотильового відрізняється від згаданих пам'яток Східноєвропейської рівнини; техніка розщеплення каменю там представлена своєрідним леваллуазьким варіантом з особливими асиметричними нуклеусами і одним знятим відщепом.
Мустьє Уралу. Знахідки мустьєрських артефактів на Уралі нечисленні, однак охоплюють широкий ареал. На Південному Уралі в епоху мустьє була перезаселена ашельська стоянка Мисова; в прилеглих областях знаряддя цього ж часу виявлено на стоянках Айдос (на річці Уфі) і Мулліно. У Середньому Передураллі поодинокі мустьєрські артефакти виявлені на стоянці Печерний Лог (на річці Чусова); в північній частині регіону мустьєрський матеріал відзначається на стоянці Бизова (на річці Печора). Особливий інтерес представляє невелика група знахідок з пам'ятника Мамонтова Кур'я, розташована за межею Полярного кола; їх культурна приналежність не встановлена, але датування пов'язує її з кінцевим мустье або початком пізнього палеоліту.
Мустье Сибіру. Знахідки цього часу відбуваються з двох областей — Південного Сибіру і Приангарья. Знаряддя леваллуа -мустьерского вигляду виявлені в печерах Алтаю — Усть-Канской, Страшної, Денисової, Чагирской, Окладникова ; на території Минусинская улоговини (Хакасія) досліджений грот Двуглазка ; окремі рідкісні знахідки відомі з інших районів Південної Сибіру. У Приангарье мустьєрські артефакти фіксуються в местонахождениях попереднього часу, де ідентифікуються по леваллуазькій техніці. Алтай населяла східна група неандертальців, (ймовірно вихідців з території сучасного Узбекистану), разом з населенням денисівців, витоки культури яких простежуються в найдавніших шарах Денисової печери.
Мустьє на Зеленому Клині. Існують передумови для виявлення мустьєрських пам'яток на Зеленому клині, проте на сьогоднішній день знахідки цього часу є спорадичними; до таких зокрема відноситься знаряддя мустьєрського вигляду зі стоянки Кумари (Надамур'я), заселеної ще за ашельського часу.
Мікокська індустрія. Особливий інтерес представляє матеріал печер Чагирська і Окладникова, що представляє місцевий сибірячихинський варіант середнього палеоліту Алтаю. На Північно-Західному Кавказі відомо 8 пам'ятників з мікокской індустрією: печери Мезмайская, Матузка, Монашеська, Баракаївська, Губський навіс 1, стоянки відкритого типу Ільська I, Ільська II і Баранаха 4.
Під час другої хвилі заселення неандертальцями Сибіру мікок був принесений з Європи до Чагирської печера на Алтаї. Невелика кількість мікокових знарядь виявлено в печері Окладникова.

#### Пізня давньокам'яна доба
Пізньодавньокам'яна доба пов'язана з поширенням і домінуванням людей сучасного типу (неоантроп). Принаймні на Східноєвропейській рівнині люди сучасного типу, ймовірно, формувалися на місцевій, мустьєрській основі. Разом з тим дослідники вказують на відсутність наступності між пам'ятниками неандертальців і гомосапієнс в Європі: мустьєрські стоянки були перезаселення кроманьйонцами коли їх колишні мешканці — неандертальці вже зникли.
Найдавнішими стоянками гомосапієнс на Східноєвропейській рівнині в Росії вважаються: Костенки, Зарайська стоянка (45-35 тис. років до Р. Х.), Сунгир (35 тис. років до Р. Х.), Хотильове 2 (24-21 тис. років до Р. Х.), Гагаринська стоянка (22 тис. років до Р. Х.). Дослідники, що відносять індустрію Сунгир до стрілецької культури, вважають джерелом її генезису середньодавньокам'яні індустрії східного мікоку Криму.
Найдавніші малюнки Капової печери на Південному Уралі датуються віком 36,4 тис. років тому, глиняна чашка з залу Знаків зі святилищем датується віком 16-14 тис. роками тому.
Найдавнішими знахідками Homo sapiens в Сибіру є: усть-ішимська людина (бл. 45 тис. років тому), таранна (надп'яткова кістка з тюменської стоянки Байгари датується віком 40,3 тис. років тому, молочні зуби з Янської стоянки. Можливо, до Homo sapiens відносяться фрагментовані кістки зі стоянки ь (Тункінська улоговина, правий берег річки Іркут) віком близько 31 та близько 50 тис. років тому (каргинський інтерстадіал).
В азійській частині Росії відомі стоянки Бунге-Толля/1885 (45 тис. років тому) на Таймирі (Сопкаргинський мамут), Янська (31,6 тис. років тому), Ачинська, Мальта, Буреть, Буор-Хая/Орто-Стан та інші.
Пізньодавньокам'яні поселення складалися з будівель, нерідко з кісток мамута, обтягнутих шкурами. Населення вело складну господарську діяльність, одягалося в хутряний одяг. Тіла померлих ховали, посипаючи охрою, що свідчить про розвинений світогляд.
Важливі уточнення в дослідження часів середньої і пізньої давньокам'яної діб (археологів, антропологів, культурологів, лінгвістів та інших фахівців) вносять геногеографія, що вивчають поширення чоловічих (Y-ДНК) та жіночих (мтДНК) гаплогруп.

### Середньокам'яна доба
За післяльодовикової середньокам'яної доби європейську частину Росії заселили кроманьйонці свідерської культури, нащадками яких були народи бутівської (VIII—VI тис. до Р. Х.) І верхньоволзької культур (VI—III тис. до Р. Х.). Вони вже використовували лук і стріли в якості зброї. На пізніх стадіях намічається перехід до субнеоліту, оскільки вони починають освоювати кераміку. Дніпро-донецька культура — перехідна до землеробства східноєвропейська субнеолітична археологічна культура 5-3 тис. до Р. Х..

### Новокам'яна доба

Культура ямочно-гребінцевої кераміки (фіолетова пляма) на території північного заходу Росії

Нижні шари новокам'яного поселення Раковинний Яр у Ростовській області датуються 6500-6000 роками до Р. Х..
За новокам'яної доби ліси європейської Росії заселяють монголоїдні мисливці льяловської та ямочно-гребінцевої культури (4200-2000 роки до Р. Х.), яких змінює волосівська культура (2200—1500 роки до Р. Х.).
У 5000-4000 роках до Р. Х. степи Донського-Волзького межиріччя заселили праіндоєвропейські народи хвалинської культури (східні родичі середньостогівської культури степів України). Вони вже одомашнили конів і плавили мідь. Їх змінює ямна (3600-2300 роки до Р. Х.) та зрубна культури. На сході індоєвропейські народи ще у 3000-2000 роках до Р. Х. досягають території Південного Сибіру (афанасіївська культура). Важливим центром індоєвропейських народів стає протогород Аркаїм синташтинської культури.
На Зеленому клині новокам'яні стоянки в Надамур'ї датуються віком 13000-5000 років до Р. Х. (Новопетрівська, Громатухинська, Осиповська). Результати датування кераміки громатухинської культури показали, що вона давніша кераміки новопетрівської культури — 11300-8400 років до Р. Х.. У Примор'ї найдавнішими пам'ятками з керамікою є Чернігівка (приблизно 8750 рік до Р. Х.), Устинівка-3 (приблизно 7980 рік до Р. Х.), Перевал (понад 6280 рік до Р. Х.). Кераміка селемджинської культури в Надамур'ї датується 10000-8500 роками до Р. Х., в Забайкаллі на археологічних пам'ятках усть-каренгської культури найдавніший керамічний посуд датується 10000 роком до Р.Х.

## Бронзова й залізна доба, раннє середньовіччя
У доісторичній європейській Росії з часів бронзової доби відбувалося протистояння «фінського» лісу та «арійського» степу. З заходу в країну племен волосівської культури вдерся народ фатьянівської культури (3200-2300 роки до Р. Х.), і з півдня — нарідабашевської культури. Фатьянівська культура не залишили прямих спадкоємців, а лише поєднання з абашевською культурою утворивгородецьку культуру тиссагетів Геродота. На північний захід від неї сформувалася фінська дяківська культура, прямими нащадками якої є історичні народи меря, мурома та весь (сучасні вепси). На сучасному рівні науки однозначні етнічні прив'язки наведених культур — як і будь-яких археологічних культур, особливо в регіонах постійних міграцій — неможливі.
На крайньому заході Росії з локального варіанту зрубної культури (поздняковська культура) формується протобалтська бондарихинська культура, на основі якої складається юхнівська культура залізної доби (500—100 роки до Р. Х.), що була поширена на територіях Брянської, Курської та Орловської областей.
У 200—700 роках територію від правого берега Нижньої Ками до гирла річки Самари, від середньої течії Сури до середньої течії річки Білої (сучасні Ульяновська і Самарська області, Татарстан) займали племена іменьківської культури.
Мощинська культура існувала в 300—700 роках на території Калузької, Орловської і Тульської областей. Колочинська культура існувала в 400—700 роках на території Брянської та Курської областей. Волинцівська культура існувала в 700—900 роках на території Курської області. Роменсько-борщівська культура слов'янського населення лісостепу існувала в 700—1000 роках на території Липецької, Воронізької, Брянської, Курської і Білгородської областей.